# Kirche Farven

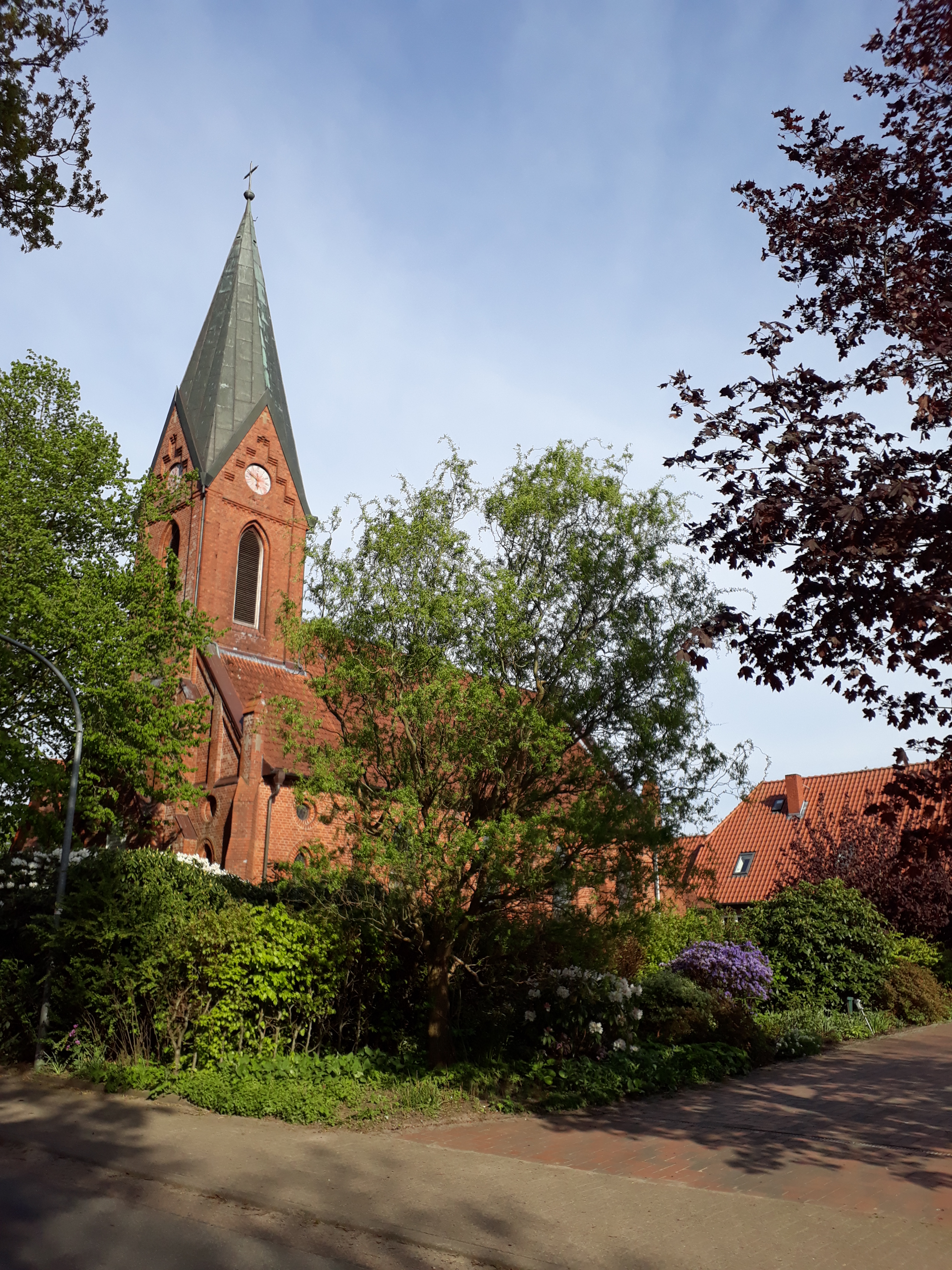
Kirche Farven

Die evangelisch-lutherische Kirche Farven ist das Kirchengebäude der Pella-Gemeinde innerhalb der Selbständigen evangelisch-lutherischen Kirche in Farven im Landkreis Rotenburg (Wümme) in Niedersachsen.

## Geschichte
Erste Überlegungen, in Farven eine evangelisch-lutherische Freikirche zu gründen, gehen bis ins Jahr 1879 zurück. Pastor Mützelfeldt unternahm u. a. in Ostereistedt einige Gottesdienste (Missionsfeste) und wurde vom Heeslinger Pastor Schröder eingeladen, auch bei ihm zu predigen. Peter Dittmer aus Heeslingen wollte Mitglied in der Freikirche werden und schrieb einen Brief an Pastor Mützelfeldt. Dieser wandte sich ans Kirchenregiment mit der Bitte zur Gründung einer freikirchlichen Gemeinde. Dieser wurde mit folgender Bedingung entsprochen, dass: „bei Entstehung einer Gemeinde und genügendem Wachstum diese eine eigene Parochie bilden sollte[...]“
Noch vor 1900 wurde der Gottesdienst nach Farven verlegt, wo ein Nebengebäude als Kirche fungierte und geweiht wurde.

## Baugeschichte
Nach der Entstehung der Pella-Gemeinde im Jahre 1885 fand der Gottesdienst zunächst in Johann Heins’ Diele statt. Als Gottesdienstraum wurde wenig später ein 64 m² großer Heuboden von Johann Heins geweiht. Vor dem Gebäude wurde ein freistehender Glockenturm errichtet. Den Gottesdienstraum erreichte man über eine Treppe an der Außenwand des Hauses. Drei Fenster an der Giebelwand sorgten für das notwendige Licht. Durch einen Vorhang war der Beichtraum abgetrennt.
Kanzel, Taufbecken und später auch Altar und Lesepult für die neue Kirche wurden allesamt von Johann Heins geschnitzt.
Um 1900 war die Gemeinde auf rund 100 Mitglieder angewachsen, so dass man 1908 den Bau einer Kirche beschloss. Im Winter 1908/09 begannen die ersten Vorbereitungen auf dem von Johann Heins zur Verfügung gestellten Bauplatz. Am 10. November 1910 wurde die Kirche nach achtmonatiger Bauzeit geweiht.

### Pastoren
- 1885–1907: Carl Mützelfeldt
- 1907–: Marth
- 1908–1952: Heinrich Otto Edmund Gerhold
- 1952–1965: Hans-Heinrich Salzmann
- 1966–1991: Gerhard Winterhof
- 1991–1993: Daniel Schmidt (kom.)
- 1993–2000: Thomas Junker
- 2001–2011: Bernhard Schütze
- 2012–2016: Michael Hüstebeck
- 2017–2019: Pfarrvikar Benjamin Friedrich
- seit 2021: Burkhard Kurz